# Dinteranthus pole-evansii
Dinteranthus pole-evansii är en isörtsväxtart som först beskrevs av Nicholas Edward Brown, och fick sitt nu gällande namn av Schwant. Dinteranthus pole-evansii ingår i släktet Dinteranthus och familjen isörtsväxter. Inga underarter finns listade i Catalogue of Life.